# Tomatito
José Fernández Torres, dit Tomatito (littéralement « Petite Tomate ») est un guitariste de flamenco espagnol, né en août 1958 à Almería.

## Biographie
Fils de José Fernández Castro « El Tomate » (« La Tomate »), Tomatito a fait ses débuts à 10 ans seulement comme guitariste accompagnateur à la Peña el Taranto de Almería.
Le nom de scène de Torres (Tomatito) fait référence à celui de son père (La Tomate).
Tomatito a enregistré des disques comme soliste, et a joué avec le maître de la guitare Paco de Lucía. Il a accompagné le chanteur Camarón de la Isla pendant les dix-huit dernières années de celui-ci.
En 2000, il a reçu le grammy pour le meilleur album de jazz latin, Spain (avec Michel Camilo), ainsi que le latin grammy pour le meilleur album flamenco, Paris, 1987.
En 2016, il reçoit la médaille d'or du mérite des beaux-arts (Espagne).

## Discographie (1987-2013)

### Avec Camarón de la Isla

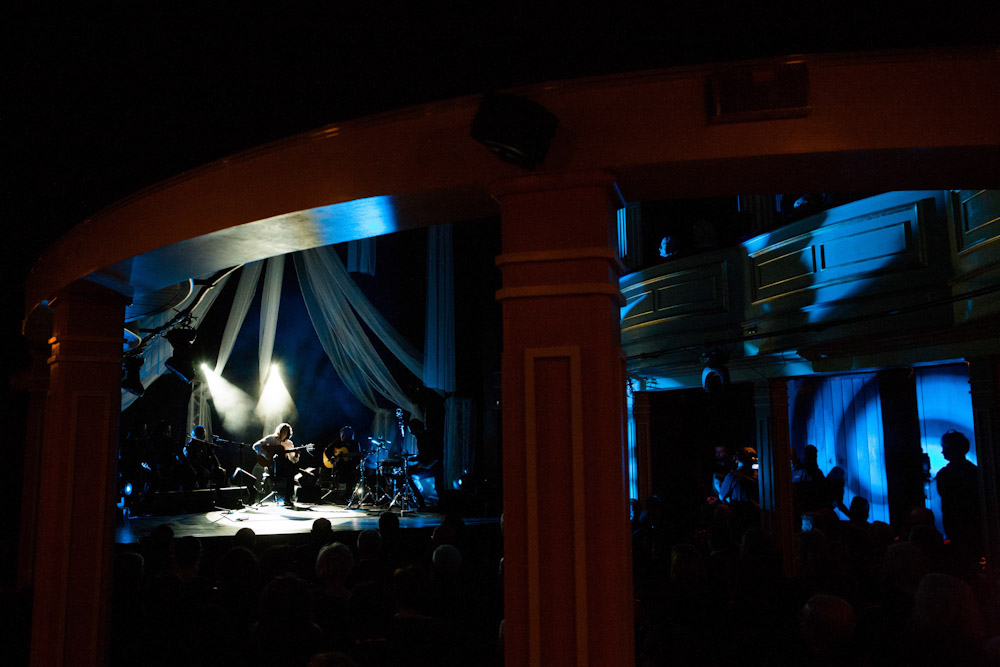
Tomatito en concert au Théâtre « Starym » de Lublin (Pologne) en 2012.

- 1979 La leyenda del Tiempo
- 1981 Como el Agua
- 1983 Calle Real
- 1984 Viviré
- 1986 Te lo dice Camarón
- 1987 Flamenco Vivo
- 1988 Disco de Oro
- 1989 Soy gitano
- 1991 Autorretrato
- 1992 Potro de Rabia y Miel
- 1993 Camarón Nuestro
- 1999 París 1987
- 2000 Camarón, Antología Inédita

### Albums solo, en collaboration, et participations aux albums d'autres artistes
- 1987 Rosas del Amor
- 1991 Barrio Negro
- 1996 Omega (album d'Enrique Morente)
- 1997 Guitarra Gitana
- 2000 Spain (avec Michel Camilo)
- 2001 Paseo de los Castaños
- 2002 Tomatito
- 2004 Aguadulce (avec El Potito, El Guadiana, El Cigala et Mari Angeles F. Torres, sa fille)
- 2006 Spain Again (avec Michel Camilo)
- 2010 Sonanta suite (avec l'Orquesta Nacional de España, dirigée par Josep Pons)
- 2011 Mi Santa Duo, single avec Romeo Santos Album "Formula 2011"
- 2013 Soy Flamenco[5]